# Kreuzkirche (Hebsack)

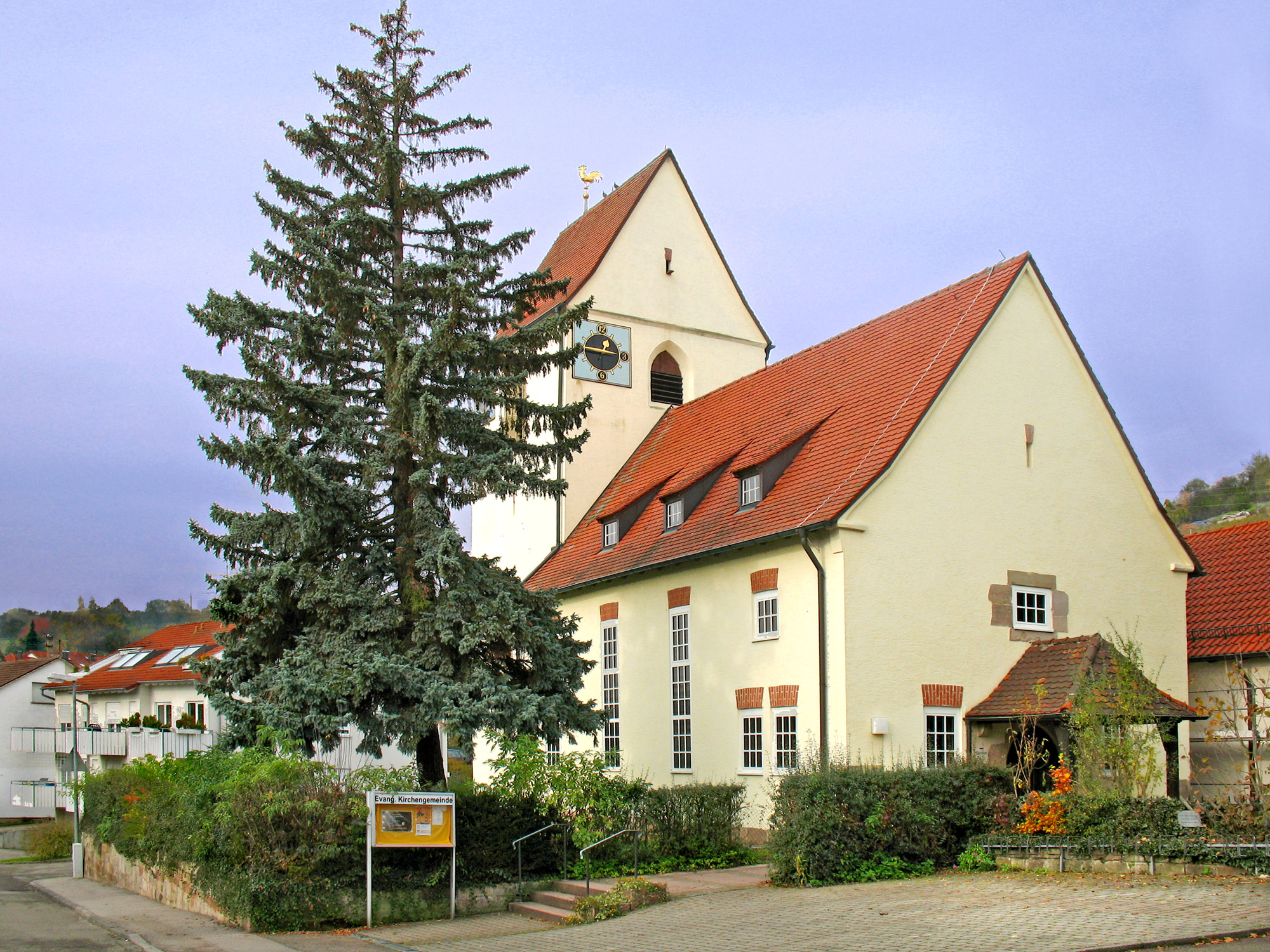
Kreuzkirche in Hebsack

Die evangelische Kreuzkirche steht in Hebsack, einem Stadtteil von Remshalden im Rems-Murr-Kreis in Baden-Württemberg. Die Kirche gehört zur Evangelischen Landeskirche in Württemberg.

## Geschichte und Ausstattung
Hebsack gehörte kirchlich zunächst zu Winterbach. 1537 wurde in Hebsack eine Kapelle St. Wendel erwähnt. Nach der Reformation wurde diese von der Pfarrei Geradstetten betreut. Die spätgotische Chorturmkirche wurde 1938 abgebrochen, weil sie dem Verkehr an der Ortsdurchfahrt im Wege stand. 

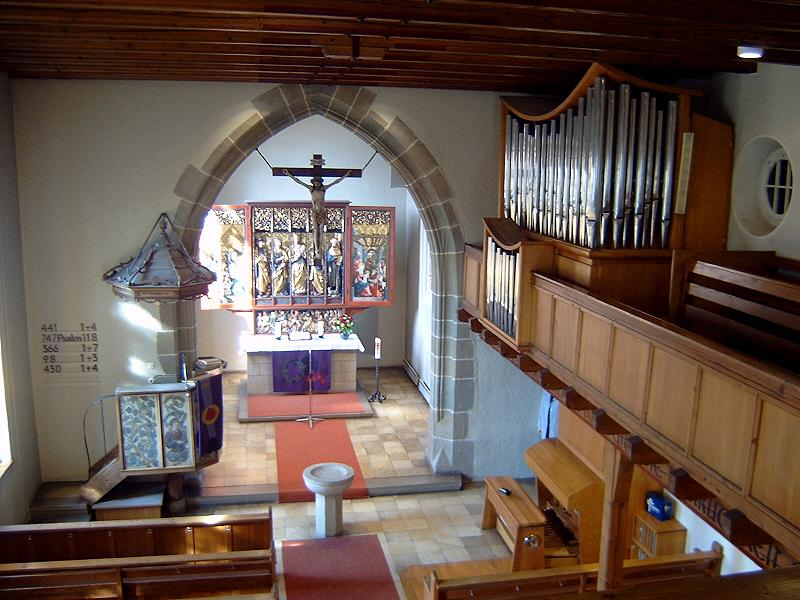
Chorraum mit Kanzel, Taufstein und Marienaltar

Die Kirche wurde dann an anderer Stelle ab 1939 wieder aufgebaut mit einem gotischen Chorturm und einem neueren Kirchenschiff. Teile des Chorgewölbes, der Taufstein, die Kanzel und der Altar vom Anfang des 16. Jahrhunderts wurden dabei wiederverwendet. Auch der Schnitz- und Flügelaltar von 1520 wurde in die neue Kirche umgezogen. Die Fertigstellung der neuen Kreuzkirche war 1947. 
1948 wurde in Hebsack zusammen mit Rohrbronn, das zunächst keine Kirche hatte, ein selbständiges Vikariat eingerichtet, das dann zu einer ständigen Pfarrverweserei und schließlich zu einer eigenen Pfarrei erhoben wurde.